# Donkere knolvoethertenzwam
De donkere knolvoethertenzwam (Pluteus semibulbosus) is een schimmel die behoort tot de familie Pluteaceae. Hij leeft saprotroof op dood hout. Hij is bekend van o.a. beuk (Fagus), eik, berk en esdoorn.

## Kenmerken

### Uiterlijke kenmerken
Hoed
De hoed is 2–3 cm in doorsnede, dunvlezig en doorschijnend, van klokvormig tot uitgespreid met een kleine umbo. De hoedrand is vaak gegroefd. Het oppervlak is glad tot licht gerimpeld, soms met een poederig uiterlijk. De kleur is witachtig tot bleekgeel, soms met een gelige tint in het centrum.
Lamellen
De lamellen zijn vrij van de steel, vrij dicht, aanvankelijk wit, maar verkleuren naar roze naarmate de sporen rijpen. De snede is vaak lichter van kleur.
Steel
De steel is 2–3 cm lang en 3–4 mm dik, cilindrisch en glanzend wit. De basis is knolvormig verdikt, wat kenmerkend is voor de soort. Het oppervlak is glad en droog.
Vlees
Het vlees is wit tot grijzig in de hoed, bruinig in de steel. De geur is vaak scherp en onaangenaam.
Sporenprint
De sporenprint is roze.

### Microscopische kenmerken
De sporen zijn glad, breed ellipsoïde tot ovaal, met een afmeting van circa 6,5–9 × 6–7 µm. Basidiën zijn 4-sporig en meten ongeveer 20–30 × 7–10 µm. De cheilocystiden zijn zeer variabel van vorm (knotsvormig, flesvormig, ballonvormig), met een afmeting van 28–70 × 12–38 µm. De pleurocystiden zijn meestal flesvormig of knotsvormig, 60–120 × 15–35 µm groot, vaak met een bruine inhoud en soms met een uitsteeksel tot 15 µm.
De hoedhuid bestaat uit cilindrische tot knotsvormige cellen van 45–150 × 10–25 µm. Gespen aan de septen ontbreken.

## Verspreiding
Pluteus semibulbosus komt zeldzaam voor in Nederland. Hij staat op de rode lijst in de categorie 'kwetsbaar'. De soort groeit van juli tot oktober, voornamelijk op dood loofhout in gemengde of loofbossen. Buiten Nederland komt hij verspreid voor in Europa en delen van Rusland, maar hij wordt nergens algemeen gevonden.

## Foto's

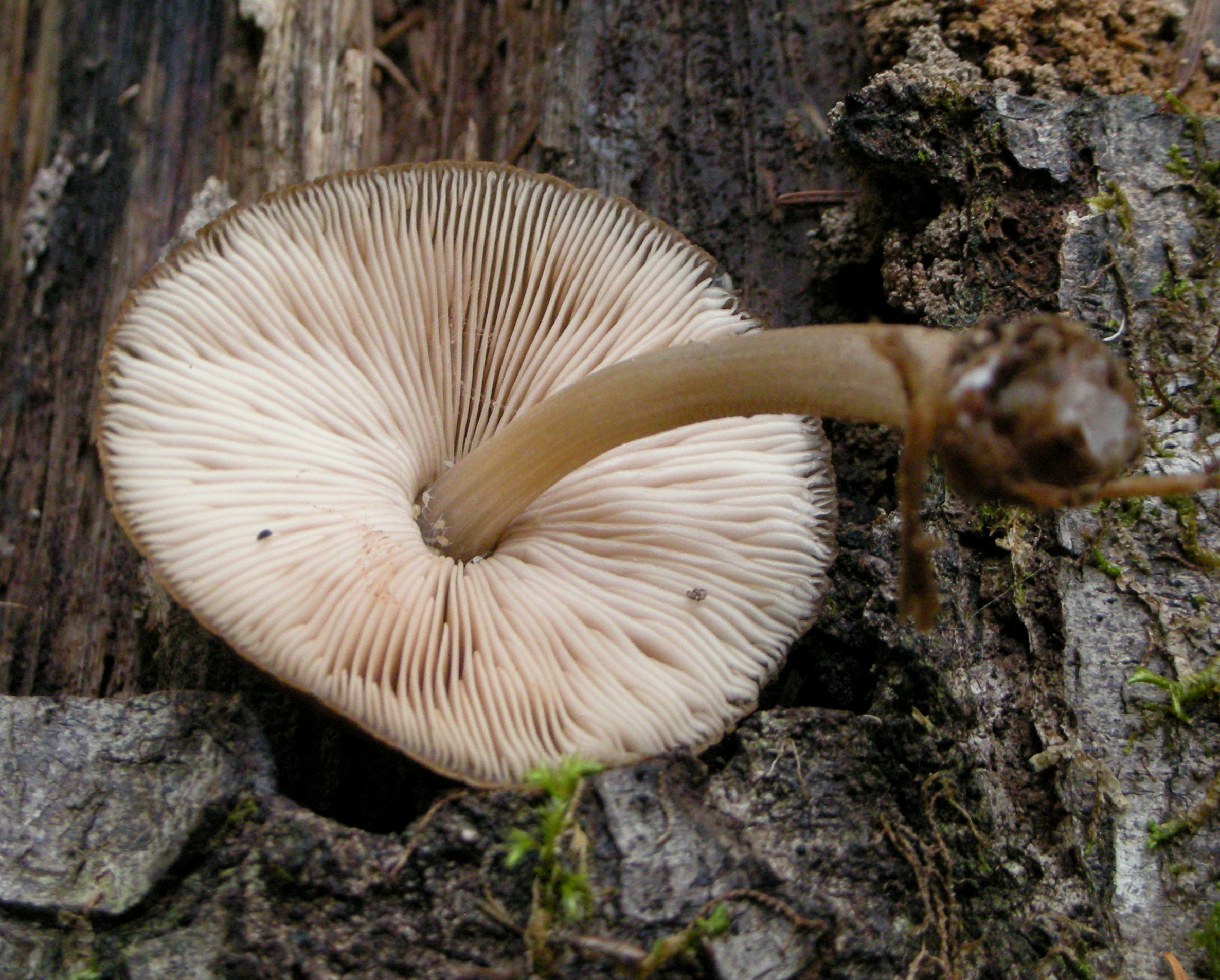
Lamellen
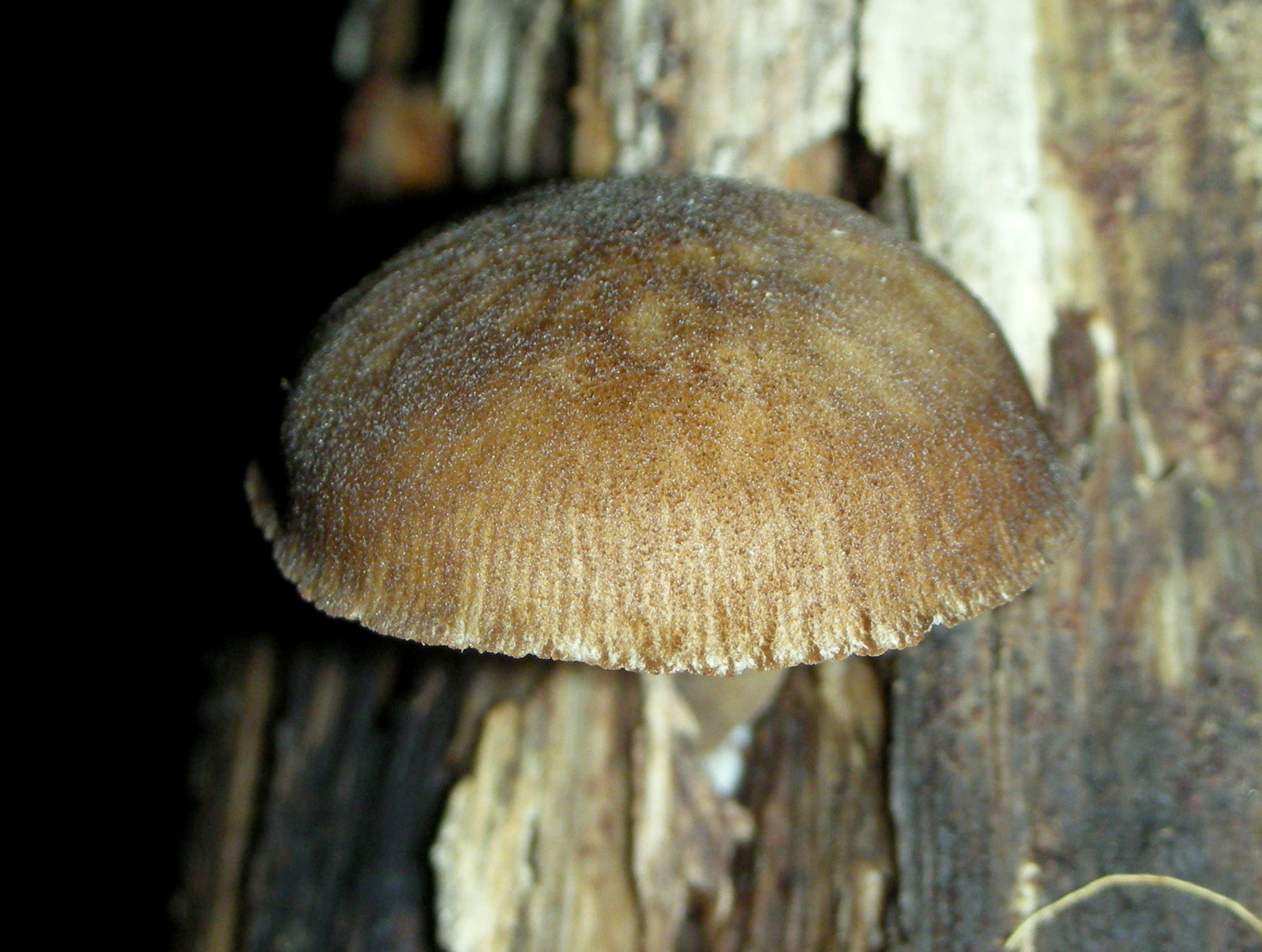